# (73832) 1996 BE12
(73832) 1996 BE12 – planetoida z pasa głównego asteroid okrążająca Słońce w ciągu 4,05 lat w średniej odległości 2,54 j.a. Odkryta 24 stycznia 1996 roku.